# Trylogia Bartimaeusa
Trylogia Bartimaeusa (USA. Bartimaeus Trilogy) – powieść napisana przez Jonathana Strouda. Opowiada o losach młodego chłopaka - Nathaniela i Bartimaeusa - Dżina średniego poziomu o zadziornym charakterze. Każdy tom dzieli kilka lat, których nie znajdziemy w książkach. Prawa do ekranizacji wykupiła wytwórnia Miramax.

## Tomy
- 1. Amulet z Samarkandy.
- 2. Oko Golema
- 3. Wrota Ptolemeusza